# Wundacaenis angulata
Wundacaenis angulata is een haft uit de familie Caenidae. De wetenschappelijke naam van de soort is voor het eerst geldig gepubliceerd in 1993 door Suter.
De soort komt voor in het Australaziatisch gebied.